# (464403) 2016 BL18
(464403) 2016 BL18 es un asteroide perteneciente al cinturón de asteroides, descubierto el 30 de abril de 1997 por el equipo Spacewatch desde el Observatorio Nacional de Kitt Peak (Arizona, Estados Unidos).